# Aventures de jeunesse
Aventures de jeunesse (Hemingway's Adventures of a Young Man) est un film américain réalisé par Martin Ritt, sorti en 1962.

## Fiche technique
- Titre : Aventures de jeunesse
- Titre original : Hemingway's Adventures of a Young Man
- Réalisation : Martin Ritt
- Scénario : A.E. Hotchner d'après Ernest Hemingway
- Production : Jerry Wald
- Musique : Franz Waxman
- Photographie : Lee Garmes
- Montage : Hugh S. Fowler
- Pays de production : États-Unis
- Format : Couleurs - 2,35:1
- Genre : Drame
- Durée : 145 minutes
- Date de sortie : 1962
- Affiche : Boris Grinsson (France)

## Distribution
- Richard Beymer : Nick Adams
- Diane Baker : Carolyn
- Corinne Calvet : La comtesse
- Fred Clark : M. Turner
- Dan Dailey : Billy Campbell
- James Dunn : Le télégraphiste
- Juano Hernandez : Bugs
- Arthur Kennedy : Dr Adams
- Ricardo Montalban : Le major Padula
- Paul Newman : Le guerrier
- Susan Strasberg : Rosanna
- Jessica Tandy : Mme Adams
- Eli Wallach : John
- Ed Binns : Brakeman
- Tullio Carminati : Le père de Rosanna
- Philip Bourneuf : Le rédacteur en chef
- Sharon Tate : Rôle non crédité